# جرير ستيفنز
جرير ستيفنز (بالإنجليزية: Greer Stevens)‏ مواليد 15 فبراير 1957 في بيترماريتزبرغ، هي لاعبة كرة مضرب جنوب أفريقية سابقة بدأت مسيرتها كمحترفة سنة 1974، اعتزلت اللعب في 1980. كما أنها إحدى بطلات الجراند سلام. أعلى تصنيف لها في الفردي كان المركز الـ 7 في سنة 1980.

## النهائيات

### الزوجي المختلط: 3 (الألقاب 3, الوصافة 0)
| الحصيلة | السنة | البطولة                     | الأرضية | الشريك    | المنافس                 | النتيجة       |
| ------- | ----- | --------------------------- | ------- | --------- | ----------------------- | ------------- |
| الفوز   | 1977  | ويمبلدون                    | عشبية   | بوب هيويت | بيتي ستوف فريو ماكميلان | 3–6, 7–5, 6–4 |
| الفوز   | 1979  | ويمبلدون                    | عشبية   | بوب هيويت | بيتي ستوف فريو ماكميلان | 7–5, 7–6      |
| الفوز   | 1979  | بطولة أمريكا المفتوحة للتنس | صلبة    | بوب هيويت | بيتي ستوف فريو ماكميلان | 6–3, 7–5      |

## الخط الزمني للفردي
مفتاح
| ف | ن | ن.ن | ر.ن | د# | د.م | ل | أ.أ | ت | غ | ب | ف | ذ | م.خ | ل.ت |

(ف) فاز بالبطولة (ن) وصل النهائي (ن.ن) نصف النهائي (ر.ن) ربع النهائي (د#) الأدوار الأربعة الأولى (د.م) دور المجموعات (ل) شارك في كأس ديفيز (أ.أ) خرج من الأدوار الاولى (ت) خسر التصفيات التأهيلية (غ) غاب عن الحدث أو البطولة (ب) حصل على ميدالية برونزية (ف) حصل على ميدالية فضية (ذ) حصل على ميدالية ذهبية (م.خ) بطولة الماسترز خُفضت إلى مرتبة أقل (ل.ت) البطولة لم تعقد في السنة المعينة.
لتجنب الارتباك وازدواجية الحساب، يتم تحديث هذه المعلومات إما في نهاية البطولة، أو عندما تكون مشاركة اللاعب في البطولة قد انتهت.
| الدورة            | 1974  | 1975  | 1976  | 1977  | 1977  | 1978  | 1979  | 1980  | إجمالي ف/م |
| ----------------- | ----- | ----- | ----- | ----- | ----- | ----- | ----- | ----- | ---------- |
| أستراليا المفتوحة | غ     | غ     | غ     | غ     | غ     | غ     | غ     | ر.ن   | 0 / 1      |
| فرنسا المفتوحة    | غ     | غ     | غ     | غ     | غ     | غ     | غ     | غ     | 0 / 0      |
| بطولة ويمبلدون    | د3    | د3    | د4    | د4    | د4    | غ     | د4    | ر.ن   | 0 / 6      |
| أمريكا المفتوحة   | غ     | د3    | د2    | د2    | د2    | غ     | د4    | د1    | 0 / 5      |
| م.ف               | 0 / 1 | 0 / 2 | 0 / 2 | 0 / 2 | 0 / 2 | 0 / 0 | 0 / 2 | 0 / 3 | 0 / 12     |
| تصنيف نهاية العام |       | 48    | 17    | 13    | 13    | 17    | 12    | 10    |            |

- إجمالي ف / م = إجمالي الفوز والمشاركة

## روابط خارجية
- جرير ستيفنز على موقع رابطة محترفات التنس (الإنجليزية)
- جرير ستيفنز على موقع الاتحاد الدولي لكرة المضرب (الإنجليزية)
- جرير ستيفنز على موقع كأس بيلي جين كينغ (الإنجليزية)
- جرير ستيفنز على موقع خلاصة التنس.كوم (الإنجليزية)